# Microbotryum calandriniicola
Microbotryum calandriniicola är en svampart som först beskrevs av Speg., och fick sitt nu gällande namn av Vánky 1998. Microbotryum calandriniicola ingår i släktet Microbotryum och familjen Microbotryaceae.   Inga underarter finns listade i Catalogue of Life.